# 科切尼奥沃
科切尼奥沃（羅馬化：Kochenyovo）是俄罗斯新西伯利亚州的工人村（市级镇）、科切尼奥沃区行政中心，地处新西伯利亚州东部，位于鄂毕河流域卡梅申卡河（Камышенка）畔，在州府新西伯利亚以西，北侧有R254公路（额尔齐斯公路）经过。镇内设有同名铁路车站。
该地2021年人口有17,230人；2010年人口16,374；2002年人口16,510；1989年人口15,048。